# Awassa City FC
Awassa City FC is een Ethiopische voetbalclub uit de stad Awasa. Ze komen uit in de Premier League, de hoogste voetbaldivisie van Ethiopië. De club werd al 2 keer landskampioen, namelijk in 2004 en 2007. Awassa City FC werd opgericht in 1978.

## Palmares
- Landskampioen

2004, 2007
- Beker van Ethiopië

2005